# Ваймарський замок
50°58′49″ пн. ш. 11°19′56″ сх. д. / 50.980277777778° пн. ш. 11.332222222222° сх. д.
Ваймарський замок (нім. Schloß Weimar) — замок у Ваймарі, Тюрингія, Німеччина. Зараз його називають «Міським замком» (нім. Stadtschloss), щоб відрізнити його від інших замків у Ваймарі та біля нього.

## Історія
Ваймарський замок був резиденцією герцогів Саксен-Ваймар і Айзенах, його також називали замком-резиденцією (нім. Residenzschloss). Будівля розташована в північному кінці міського парку вздовж річки Ільм, Парк-на-Ільмі. Він є частиною Світова спадщина ЮНЕСКО «Класичний Ваймар».
За свою історію замок його часто знищували вогнем. Бароковий палац XVII століття з церквою, де відбувались прем'єри низки творів Йоганна Себастьяна Баха, було замінено неокласичною спорудою після пожежі 1774 року. Чотири приміщення були присвячені пам'яті поетів, які працювали у Ваймарі, Йоганну Вольфгангу фон Гете, Йоганну Готфрід Гердеру, Фрідріху Шиллеру та Крістофу Мартіну Віланду. З 1923 року в будівлі розміщувався музей Ваймарського палацу (нім. Schlossmuseum), головною окрасою якого є колекція картин XV–XVI століття та витвори мистецтва, пов'язані із Ваймаром. Тут також розташований культурний центр.

## Музей
Будівля використовується як музей з 1923 року. У музеї представлена колекція картин 1500–1900 років, переважно пов'язаних з історією Ваймару. На першому поверсі розміщені картини епохи Відродження, зокрема роботи Лукаса Кранаха Старшого та Лукаса Кранаха Молодшого та середньовічне сакральне мистецтво, на верхньому поверсі в представницьких кімнатах експонуються картини XVIII — початку XIX століття, а на верхньому поверсі — роботи XIX століття Веймарської художньої школи та сучасне мистецтво.